# We Started Nothing
We Started Nothing (deutsch: Wir haben nichts zustande gebracht) ist das Debütalbum der britischen Indieband The Ting Tings. Es wurde am 16. Mai 2008 veröffentlicht.

## Hintergrundinformationen

### Songwriting
„Sie spielte einen D-Akkord, den ich ihr gezeigt hatte, ziemlich schlecht. Sie schwang die Gitarre durch die Gegend, schrie herum und ließ sie fallen. Das war dieser Moment. Wir fanden unsere Energie durch einen lausigen Akkord… Wir machten daraus einen Loop und konnten loslegen.“

### Rezeption
Cathrin Hauswald von Laut.de zeigte sich vom Debütalbum der Ting Tings begeistert und lobte das Werk für den überzeugenden Stil der Band:

„Es ist eine in Popschuhe gegossene Aggressivität, die White und De Martinos Flickschusterei so unwiderstehlich macht. Laut, kraftvoll, nölend, unbescheiden, frech, maßlos. Und zu gleichen Teilen uneingeschränkt herzlich.
Katie schreit sich ihr Inneres heraus, während Jules zum kollektiven Step-Tip-Shake-Shake-Step-Step einlädt. Konservenmusik sieht anders aus, und verdammt geht das ab. Da kann man "Catchy as hell!" schreien, muss man aber nicht. Lieber weiter tanzen.“

### Sound
Der Klang des Albums ist durch stark elektronische Einflüsse geprägt, unter anderem durch den Einsatz von Synthesizern. Des Weiteren sind die Lieder mit typischen Rockinstrumenten wie Gitarre und Schlagzeug unterlegt; es finden sich aber ebenso die Pauke und das Klavier im Repertoire der Ting Tings.

## Titelliste
1. Great DJ (3:23)
2. That’s Not My Name (5:11)
3. Fruit Machine (2:54)
4. Traffic Light (2:59)
5. Shut Up & Let Me Go (3:52)
6. Keep Your Head (3:23)
7. Be The One (2:58)
8. We Walk (4:05)
9. Impacilla Carpisung (3:51)
10. We Started Nothing (6:22)

## Singles

### Chartplatzierungen
| Jahr | Titel               | Höchstplatzierung, Gesamtwochen, AuszeichnungChartplatzierungen (Jahr, Titel, , Platzierungen, Wochen, Auszeichnungen, Anmerkungen) | Höchstplatzierung, Gesamtwochen, AuszeichnungChartplatzierungen (Jahr, Titel, , Platzierungen, Wochen, Auszeichnungen, Anmerkungen) | Höchstplatzierung, Gesamtwochen, AuszeichnungChartplatzierungen (Jahr, Titel, , Platzierungen, Wochen, Auszeichnungen, Anmerkungen) | Höchstplatzierung, Gesamtwochen, AuszeichnungChartplatzierungen (Jahr, Titel, , Platzierungen, Wochen, Auszeichnungen, Anmerkungen) | Höchstplatzierung, Gesamtwochen, AuszeichnungChartplatzierungen (Jahr, Titel, , Platzierungen, Wochen, Auszeichnungen, Anmerkungen) | Anmerkungen |
| Jahr | Titel               | DE | AT | CH | UK | US | Anmerkungen |
| ---- | ------------------- | --- | --- | --- | --- | --- | ----------- |
| 2008 | Great DJ            | — | — | — | UK33 (8 Wo.)UK | — |             |
| 2008 | That’s Not My Name  | DE42 (19 Wo.)DE | AT39 (34 Wo.)AT | CH56 (17 Wo.)CH | UK1 (31 Wo.)UK | US39 (26 Wo.)US |             |
| 2008 | Shut Up & Let Me Go | DE43 (9 Wo.)DE | AT52 (3 Wo.)AT | CH48 (11 Wo.)CH | UK6 (23 Wo.)UK | US55 (11 Wo.)US |             |
| 2008 | Be the One          | — | — | — | UK28 (3 Wo.)UK | — |             |
| 2009 | We Walk             | — | — | — | — | US58 (1 Wo.)US |             |

### Great DJ
Der Song Great DJ (deutsch: Großartiger DJ) wurde als erste Single des Albums am 8. Februar 2008 veröffentlicht. Ursprünglich wurde Great DJ als Doppel-A-Seite zusammen mit That’s Not My Name auf den Markt gebracht, hatte aber wenig Erfolg. Erst eine eigenständige Veröffentlichung brachte dem Stück Platz 33 der UK-Singlecharts.
Great DJ sampelt die Akkorde und den Schlagzeugbeat des Rocksong Baby Hold On von Eddie Money. Zu Great DJ existieren zwei Musikvideos. Die erste Version zeigt White und DeMartino vor einem abwechselnd türkis- und rotfarbenen Hintergrund, wie sie zum Song tanzen.
Das zweite Video ist ein Mitschnitt des Live-Konzerts der Ting Tings beim Adidas Paint Gig.
Originalveröffentlichung
| #  | Titel              | Spieldauer |
| -- | ------------------ | ---------- |
| 1. | That’s Not My Name | 3:43       |
| 2. | Great DJ           | 3:23       |

Neuveröffentlichung
| #  | Titel                            | Spieldauer |
| -- | -------------------------------- | ---------- |
| 1. | Great DJ                         | 3:43       |
| 2. | Great DJ (Calvin Harris Remix)   | 6:37       |
| 3. | Great DJ (7th Heaven Radio Edit) | 3:31       |

### That’s Not My Name
Ursprünglich zusammen mit Great DJ veröffentlicht, erschien als zweite Single von We Started Nothing der Indie-Pop Song That’s Not My Name (deutsch: Das ist nicht mein Name) am 9. Mai 2008. Der Song handelt von den Startschwierigkeiten der Ting Tings im Musikgeschäft, und davon, dass sich niemand ihren Namen merken konnte.
That’s Not My Name wurde die erste und bisher einzige Nummer-Eins-Single der Ting Tings.
Es gibt drei Musikvideos zur Single. Das in Deutschland veröffentlichte zeigt White und DeMartino in einer großen Halle mit grünen Lichtern, wie sie den Song spielen.
Außerdem wurde der Song 2009 in dem britischen TV-Drama Skins – Hautnah verwendet.
| #  | Titel                           | Spieldauer |
| -- | ------------------------------- | ---------- |
| 1. | That’s Not My Name              | 3:43       |
| 2. | That’s Not My Name (Musikvideo) | 3:47       |

### Shut Up & Let Me Go
Die dritte Single, Shut Up & Let Me Go (deutsch: Halt die Klappe und lass mich gehen), wurde am 8. August 2008 veröffentlicht. Der Song wurde vor allem durch den Einsatz in der Werbung für den Apple iPod bekannt. Der eher fröhliche und rockige Song handelt von einer kaputten Beziehung.
Das Video wurde von dem Regieteam AlexandLiane gefilmt und zeigt die Ting Tings beim Kung-Fu. Weiterhin sieht man sie in verschiedenen Posen, bei denen immer einer von beiden die Daumen und Zeigefinger ihrer Hände aneinanderlegen, so dass sich als Zwischenraum eine Art Dreieck ergibt, über das in die nächste Szene geblendet wird.
Das Musikvideo wurde für den MTV Video Music Award in der Kategorie Video Of The Year nominiert.

### Be The One
Die vierte Single des Albums Be The One (deutsch: Derjenige sein) sollte ursprünglich am 6. Oktober 2008 veröffentlicht werden, wurde aber eine Woche verschoben, auf den 13. Oktober.
Be The One ähnelt vom Sound und Gesang her sehr dem Stil der deutschen Band Wir sind Helden.
Das Musikvideo zeigt White, die in einem Krankenhaus aufwacht und nach draußen schleicht. Sie läuft zusammen mit DeMartino eine Gasse entlang, später fahren die beiden in einem Auto davon. Hinter den beiden sind immer Leinwände zu sehen, die die Szene in Bewegung setzen.
| #  | Titel                             | Spieldauer |
| -- | --------------------------------- | ---------- |
| 1. | Be The One                        | 2:58       |
| 2. | Be The One (Bimbo Jones Club Mix) | 7:23       |

### We Walk
Die letzte Single des Albums war die Pianoballade We Walk (deutsch: Wir Laufen). Sie wurde am 23. Februar 2009 veröffentlicht. Eigentlich sollte Fruit Machine die letzte Single werden, sie wurde aber nicht veröffentlicht.
Das Video hatte am 6. Februar 2009 Premiere und zeigt White und DeMartino in einem Park laufen, um sie herum mehrere Klone, die in der Luft und am Boden stillstehen.
| #  | Titel                         | Spieldauer |
| -- | ----------------------------- | ---------- |
| 1. | We Walk                       | 3:31       |
| 2. | We Walk (Instrumentalversion) | 4:04       |

## Kommerzieller Erfolg

### Chartplatzierungen
Das Album stieg in der ersten Woche direkt an die Spitze der britischen Albumcharts, wo es sich eine Woche lang halten konnte, bevor es auf Platz 4 fiel. Nachdem das Album auf Platz 20 gefallen war, konnte es wieder bis auf Platz 4 klettern. Im Februar 2009, knapp ein Jahr nach Veröffentlichung, stieg das Album wieder in die Top 10. Insgesamt war das „We Started Nothing“ 66 Wochen in den Charts.
In Deutschland dagegen konnte das Album nur Platz 59 der Albumcharts erreichen.
| ChartsChartplatzierungen       | Höchstplatzierung | Wochen |
| ------------------------------ | ----------------- | ------ |
| Deutschland (GfK)              | 59 (1 Wo.)        | 1      |
| Österreich (Ö3)                | 57 (4 Wo.)        | 4      |
| Schweiz (IFPI)                 | 28 (15 Wo.)       | 15     |
| Vereinigte Staaten (Billboard) | 78 (54 Wo.)       | 54     |
| Vereinigtes Königreich (OCC)   | 1 (55 Wo.)        | 55     |

| ChartsJahrescharts (2008)    | Platzierung |
| ---------------------------- | ----------- |
| Vereinigtes Königreich (OCC) | 23          |

| ChartsJahrescharts (2009)    | Platzierung |
| ---------------------------- | ----------- |
| Vereinigtes Königreich (OCC) | 61          |

### Auszeichnungen für Musikverkäufe
| Land/Region                  | Auszeichnungen für Musikverkäufe (Land/Region, Auszeichnung, Verkäufe) | Verkäufe |
| ---------------------------- | ---------------------------------------------------------------------- | -------- |
| Australien (ARIA)            | Gold                                                                   | 35.000   |
| Frankreich (SNEP)            | Silber                                                                 | 35.000   |
| Irland (IRMA)                | Platin                                                                 | 15.000   |
| Neuseeland (RMNZ)            | Gold                                                                   | 7.500    |
| Vereinigtes Königreich (BPI) | 2× Platin                                                              | 600.000  |
| Insgesamt                    | 1× Silber · 2× Gold · 3× Platin ·                                      | 692.500  |